# Balenberg
De Balenberg (ook: Baalberg) is een geïsoleerde heuvel in Baal, een deelgemeente van Tremelo. Tot de gemeentefusie van 1976 was de Balenberg een deel van de gemeente Betekom en werd toen naar de gemeente Tremelo overgeheveld.
Het is een kleine, doch duidelijke getuigenheuvel in het relatief vlakke omliggende Zuid-Kempische landschap. De heuvel kan bekeken worden als een noordelijke uitloper van de Hagelandse heuvels, net zoals bv. de Heistse berg en de Beerzelberg. De Balenberg bestaat uit twee heuvels, een lage en een hoge, waarvan de lage het meest bekend is (onder andere van de jaarlijkse GP van Sven Nys op nieuwjaarsdag) en de hoge, zo'n 45 meter boven de zeespiegel ligt. Tegenwoordig is het hoge deel van de Balenberg natuurgebied; dit is ook waar de watertoren van Baal staat. Verder staat de heuvel vandaag voor een groot deel onder bos met Amerikaanse eik, zomereik, beuk en robinia.

## Ontstaan
Zo'n 11 tot 7 miljoen jaar geleden, in het late Mioceen, drong de Noordzee het huidige België binnen vanuit het noorden waardoor een groot deel van België onder water kwam te liggen. Deze Diestiaanzee liet een mariene geologische formatie achter: de Formatie van Diest met voornamelijk glauconiethoudende zanden. Omdat het een marien sediment is, is het zand soms kleiig. Toen de zee zich terug trok, liet deze verschillende zandbanken achter, waarschijnlijk ontstaan door sterke getijdewerking. Men kan deze zandbanken vergelijken met diegene die voor de huidige Belgische kust liggen. Het zijn deze zandbanken die de hedendaagse Diestiaanheuvels van het Hageland, de Vlaamse Ardennen en het West-Vlaamse Heuvelland vormen. Op een gegeven moment moet de zeespiegel zo snel en sterk gedaald zijn dat de zandbanken boven water kwamen te liggen en het ijzerrijk glauconiet niet de tijd had om weg te spoelen. Integendeel, het glauconiet ging verweren met als gevolg een vrijgave en oxidatie van ijzer. Dit zorgde ervoor dat de zachte korrels aan elkaar gekit werden tot ijzerzandsteen (limoniet). Deze ijzerzandsteenbanken zijn sterk verwering- en erosiebestendig waardoor deze ook nu vandaag nog als duidelijke heuvels in het landschap uitsteken. Met de Balenberg is hetzelfde gebeurd: het is eigenlijk een fossiele zandbank van de oude Tertiaire Diestiaanzee. Vanwege de onregelmatige topografie, het geïsoleerde voorkomen en de relatief kleine schaal van de heuvel gaat men er wel van uit dat deze heuvel toch al wat erosie te verwerken gekregen heeft en dat de Balenberg eerder een onderdeel uitmaakte van een meer aaneengesloten heuvelrij. Vandaag vormt de Balenberg dus een geïsoleerde fractie van de Formatie van Diest op een tertiairgeologische kaart. Hieronder vindt men de Formatie van Boom terug die rondom de heuvel erg dicht tegen de oppervlakte komt.

## Bodems
Op de top van de heuvel vindt men zeer droge tot matig natte zandbodems met weinig duidelijke humus en/of ijzer B-horizont en ijzerzandsteenbijmenging (ZAfe). Dit is dus het dagzomen van de Formatie van Diest met de ijzerzandsteen erin door verwering van glauconiet. De podzolisatie in zulke bodems is vaak beperkt door het hogere ijzer- en kleigehalte in de tertiaire zanden, vandaar profielontwikkeling f. In zulke bodems komt geregeld een 'placic horizont' (of een iron pan) voor, wat voor ophouding van de grondwatertafel kan zorgen. Het grootste deel van de heuvel omvat echter EDx bodems. Dit zijn licht kleiige bodems met een niet bepaalde profielontwikkeling. Ook deze zijn een opduiking van het tertiair materiaal, en afkomstig van het verweren van glauconiet. De verwering is hier echter mineralogisch/fysisch gebeurd: glauconiet heeft het zand een meer kleiige inbreng gegeven. EDx gronden op hellingen geven daarbij vaak aanleiding tot actieve zijpgronden. Verder weg van de Balenberg vindt men lemig zandige bodems met een kleizandsubtraat en nog verder de plaggenbodems, wat typische bodems zijn voor een Kempisch landschap.
Natuurpunt beheert hier 17 ha bosgebied.